# (231) Виндобона
(231) Виндобона (лат. Vindobona) — довольно большой астероид главного пояса, поверхность которого богата углеродными соединениями. Он был обнаружен 10 сентября 1882 года австрийским астрономом Иоганном Пализой в обсерватории города Вена и назван в честь латинского названия этого города.

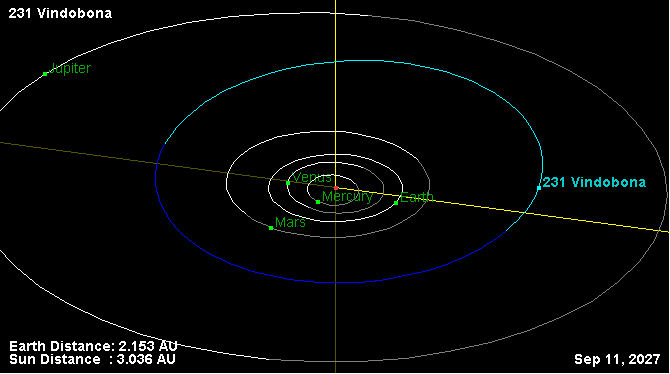
Орбита астероида Виндобона и его положение в Солнечной системе